# William Bradford (1663–1752)

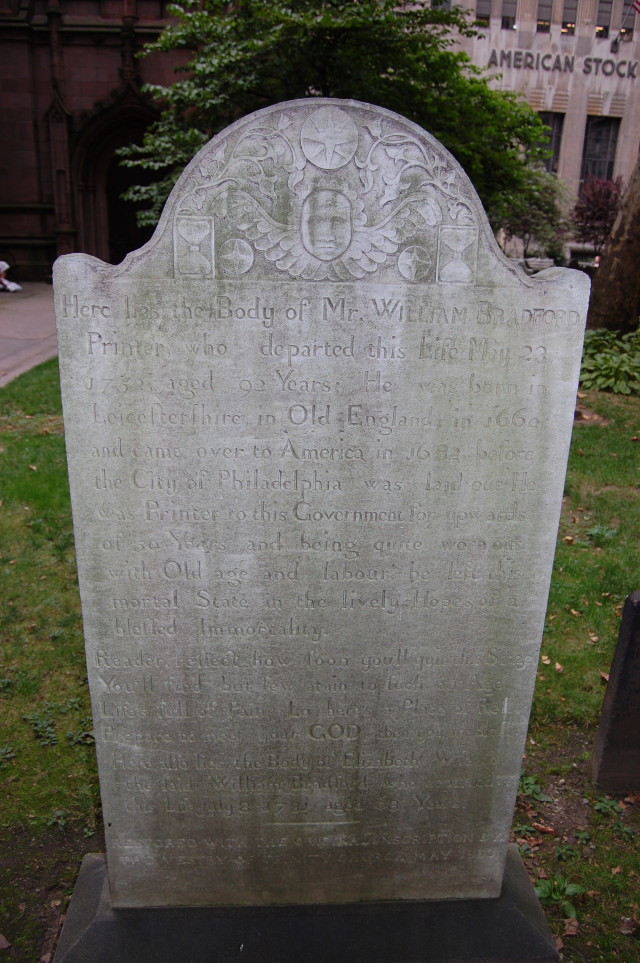
William Bradfords grav.

William Bradford, född den 20 maj 1663 i Barwell i Leicestershire i England, död den 23 maj 1752 i New York, var en amerikansk boktryckare. Han var far till Andrew Bradford.
Bradford  lärde sitt yrke i London hos boktryckaren Andrew Sowles, en vän till William Penn och George Fox, samt blev måg till Sowles. År 1682 deltog han i den 
utvandring av kväkare under Penn, som ledde till grundläggningen av Philadelphia och inrättade där 1685 ett boktryckeri, det tredje i kolonierna och det första söder om Nya England. Året därpå anlade han jämte ett par tyskar Amerikas första pappersfabrik. Bradford utgav bland annat George Keiths stridsskrifter mot kyrkosamfunden i Nya England, varför hans press togs i beslag och han själv en tid hölls häktad. Han flyttade sedan till New York, inrättade det första boktryckeriet i denna provins och fick 1693 titeln kunglig boktryckare. År 1725 började han utge New York Gazette, stadens första tidning. Bradford var i mer än 30 år koloniens ende boktryckare.